# Anavitória
Anavitória és un duet musical brasiler, format el 2013 per Ana Clara Caetano Costa (Goiânia, 5 d'octubre de 1994) i Vitória Fernandes Falcão (Araguaína, 2 de maig de 1995).
El seu estil és una barreja de folk-pop i MPB i destaquen per la seva harmonia cantant a dues veus. Han guanyat 4 premis Grammy Llatí.

## Carrera artística

### Primeres passes
Ana Caetano i Vitória Falcão van estudiar a la mateixa escola d'Araguaína, a l'estat de Tocantins, tot i que en aquella època encara no cantaven. L'any 2013, ja a la universitat –Ana estudiava medicina i Vitória, dret–, van començar a gravar vídeos interpretant cançons dels seus artistes preferits.
L'any 2014 van ser descobertes pel mànager i productor musical Felipe Simas, quan va veure un vídeo on versionaven la cançó Um dia pós o outro, de Tiago Iorc, a qui Felipe representava. Simas les va convidar a gravar un EP i va trucar a Tiago perquè produís aquest treball, creant el segell discogràfic independent Forasteiro. El duet va ser batejat llavors com Anavitória.

### 2015-2017: Debut discogràfic
L'EP Anavitória es va publicar el 2 d'abril de 2015, amb dues cançons pròpies (Singular i Chamego Meu) i dues versions d'altres artistes brasilers. Van publicar a YouTube el vídeo d'una actuació en directe interpretant-ne la primera, que va superar els 5 milions de visualitzacions i va suposar el primer èxit de la parella.
Després del succés amb l'EP de debut, van llançar el 2016 el seu primer àlbum, titulat igualment Anavitória i editat per Universal Music. Fou una barreja de música folk, sertanejo, MPB i, predominantment, pop; una mescla habitual en els treballs d'Ana i Vitória. Dos dels temes inclosos van formar part de les bandes sonores de telenovel·les d'aquell any, fet que repercuteix dràsticament en la repercussió de les cançons. Poc després del llançament de l'àlbum, el duet va començar la seva primera gira per diverses ciutats del Brasil. L'abril de 2017, el duet va llançar la cançó Fica, en col·laboració amb la dupla sertaneja Matheus & Kauan, que fou el tercer senzill de l'àlbum. Aquell primer àlbum d'estudi va aconseguir el disc de diamant, superant les 300.000 còpies venudes.

### 2017-2020: Consolidació

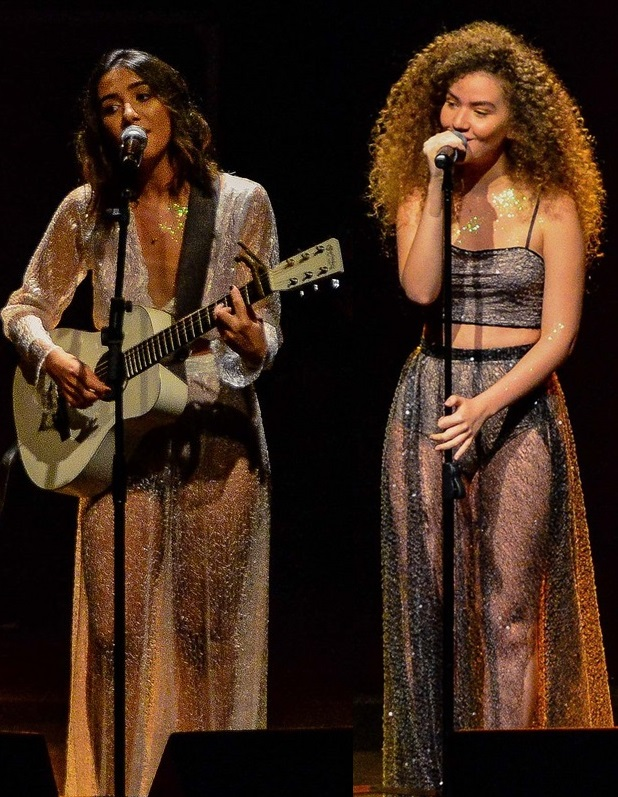
Actuació de 2017.

L'11 d'octubre de 2017, el duet va publicar l'EP Anavitória Canta para Pessoas Pequenas, Pessoas Grandes e Não Pessoas Também, amb motiu del Dia de la Infància, que al Brasil se celebra el 12 d'octubre. El 16 de novembre de 2017 van guanyar el Grammy Llatí en la categoria Millor Cançó en Llengua Portuguesa per la cançó Trevo (Tu), mentre que el disc Anavitória va rebre una nominació a la categoria Millor Àlbum de Pop contemporani en llengua portuguesa, guardó que va endur-se Troco Likes - Ao Vivo, de Tiago Iorc.
Al febrer de 2018, van publicar el seu tercer EP, Anavitória canta para foliões de bloco, foliões de avenida e não foliões também, que va ser promocionat amb el senzill Clareiamô, on eren acompanyades pel cantant Saulo Fernandes. Al juny, el duet va fer una mini-gira amb el cantant Nando Reis pel Brasil.
L'agost de 2018 es va estrenar als cinemes el llargmetratge Ana e Vitória, una comèdia musical protagonitzada per les cantants, amb cançons originals del duet. Es tracta d'una adaptació lliure dels fets reals que envoltaren les primeres passes de Caetano i Falcão en el món de la música. També es va editar un CD amb la banda sonora original del film.
La pel·lícula va coincidir amb la publicació del seu segon LP, O tempo é agora. Si bé el nou treball va punxar en la llista de vendes (disc de platí amb 80.000 còpies), la crítica va acollir-lo força millor: el disc s'emportà el Grammy llatí al millor àlbum de pop contemporani en portuguès de 2019.
El 2019 van estrenar a Netflix un documental, amb el títol Anavitória: Araguaína - Las Vegas, que havia estat enregistrat dos anys abans, en l'epoca en que la parella va rebre el seu primer Grammy. També al 2019 van ser organitzadores i productores del I Festival NAVE, que va reunir una gran quantitat d'intèrprets de la nova MPB, l'escena musical que Anavitória abanderava. Entre els artistes que hi participaren, com Jão, Mariana Nolasco, Rubel, Ana Gabriela, Vitor Kley i les bandes, Melim, Lagum, Hotelo i el duo OutroEu. L'acte es va celebrar a l'Espaço das Américas, a São Paulo.
El tercer àlbum d'estudi del duet es va publicar el 29 de novembre de 2019, titulat N. L'àlbum és un tribut al música Nando Reis, on adapten 11 dels èxits del paulistà. El disc va ser produït per l'Ana Caetano i Tó Brandileone, i va rebre la nominació al Grammy Llatí de pop en portuguès de 2020.
L'any 2020, durant la primera onada de la pandèmia de Covid-19 i enmig de les mesures d'aïllament social, Ana i Vitória van editar el senzill Me conta da tua janela ("Explica-m'ho des de la teva finestra"). Al novembre van llançar l'exitós senzill Não passa vontade, amb la cantant Duda Beat, i a finals d'any van editar el seu primer DVD en directe, O tempo é agora: Ao vivo na Fundição, corresponent a un concert que va tenir lloc a Rio de Janeiro en el marc de la gira del seu segon àlbum.

### 2021-actualitat: El repte internacional
El 1r de gener de 2021, sense haver fet cap mena d'avís ni promoció prèvia, Anavitória va llançar al mercat el seu següent treball, Cor. El treball va ser produït de nou per Caetano i Brandileone i 13 de les 14 cançons van obtenir el seu corresponent videoclip. A més, la gira promocional va programar concerts pel 2022 als Estats Units i diverses ciutats europees, com Barcelona.
Cor va ser premiat de nou a la cerimònia dels Grammy Llatins amb dos guardons, el de Millor àlbum de pop contemporani en portuguès i el de Millor cançó en portuguès, per Lisboa. Aquest tema, una composició de Paulo Novaes i Ana Caeatano, és interpretada juntament amb el veterà Lenine. Posteriorment, Anavitória va publicar una versió en castellà amb l'uruguaià Jorge Drexler, sent rebatejada amb el títol Lisboa-Madrid.
També sense anunci previ, l'any 2022 la parella va publicar l'EP Trilhas, amb 6 cançons que la parella ja havia llançat en el passat i que havien format part de bandes sonores i campanyes comercials. I de la mateixa manera, sense cap senzill de presentació, el desembre de 2024 va veure la llum Esquinas, el cinquè LP (quart autoral). Caetano i Falcão van publicar un treball més madur i complex pel que fa a la musicalitat i la producció del disc, sense renunciar a la seva manera de cantar suau.

## Estil musical
Des dels seus inicis, el duet va voler desmarcar-se del sertanejo. Aquest gènere acostuma a ser interpretat per duets i, malgrat el gran èxit comercial que té al Brasil, sovint és denostat per la crítica musical. Un exemple va ser-ne la tria del nom artístic, recusant a dir-se "Ana & Vitória", ja que aquesta fórmula (nom1, &, nom2) és la tradicional entre les duplas sertanejas. Tot i així, hi ha certa influència del gènere en la seva música.
La parella es va catalogar dintre del gènere folk i pop, però a l'estil brasiler, explorant melodies i harmonies que encaixin en les seves lletres, que ben sovint parlen d'amor. El seu estil també beu de les músiques més arraigades a Tocantins i que sovint escoltaven en la joventut.
Els mitjans de comunicació brasilers han descrit la música d'Anavitória com «tranquil·la, acústica, bucòlica, amorosa i positiva, ideal per pensar en les coses bones de la vida»; un «folk simpàtic que ha evolucionat des del rock rural dels anys setanta».
Sovint actuen descalces en els seus espectacles. El costum va començar amb el fet que es van sentir nervioses en les seves primeres actuacions i es van treure les sabates per sentir-se més còmodes.

## Llançaments

### LP
- 2016: Anavitória
- 2018: O tempo é agora
- 2019: N
- 2021: Cor
- 2024: Esquinas

### EP
- 2015: Anavitória
- 2017: Anavitória canta para pessoas pequenas, pessoas grandes e não pessoas também
- 2018: Anavitória canta para foliões de bloco, foliões de avenida e não foliões também
- 2020: Nando Reis e Anavitória juntos (Ao vivo)
- 2022: Trilhas

### Banda sonora
- 2018: Ana e Vitoria

### Filmografia
- 2018: Ana e Vitória (llargmetratge)
- 2019: Anavitória: Araguaína - Las Vegas (documental)
- 2020: O tempo é agora: Ao vivo na Fundição (concert)

## Premis

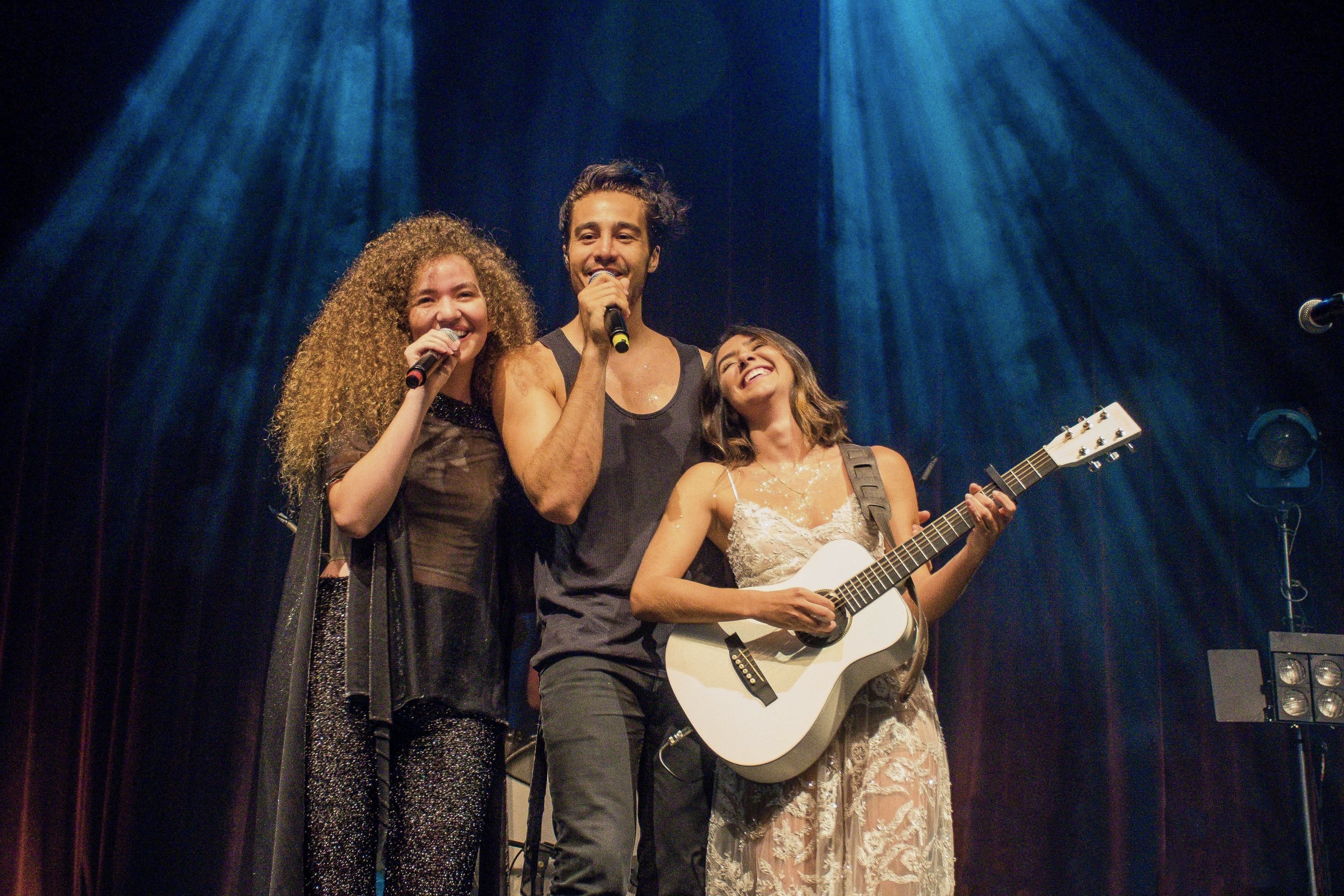
Amb Tiago Iorc, 2017.

### Grammy Llatí
| Any  | Categoria                                              | Altres                      |
| ---- | ------------------------------------------------------ | --------------------------- |
| 2017 | Millor cançó en llengua portuguesa                     | Trevo (Tu) (amb Tiago Iorc) |
| 2019 | Millor àlbum de pop contemporani en llengua portuguesa | O tempo é agora             |
| 2021 | Millor àlbum de pop contemporani en llengua portuguesa | Cor                         |
| 2021 | Millor cançó en llengua portuguesa                     | Lisboa (amb Lenine)         |

### Al Brasil
| Any  | Premis            | Categoria          | Altres             |
| ---- | ----------------- | ------------------ | ------------------ |
| 2017 | Meus Prêmios Nick | Revelació musical  |                    |
| 2018 | Prêmio NovaBrasil | Revelació de l'any |                    |
| 2018 | Prêmio NovaBrasil | Cançó de l'any     | N (amb Nando Reis) |
| 2019 | WME Awards        | Millor àlbum       | O tempo é agora    |